# Turgesius
Turgesius o Thorgils (nórdico antiguo: Þorgils, m. 845) (también conocido como Turgeis, Tuirgeis, Turges, Thorgisl y Thorgest) fue un caudillo vikingo que lideró las incursiones y pillajes en Irlanda, y de quien se comenta conquistó Dublín. No obstante, no está muy claro si los nombres que aparecen en los anales irlandeses identifican a los originales en nórdico antiguo Thurgestr o Thorgísl. John O'Donovan y Charles Haliday le identifican como Ragnar Lodbrok, pero no se ha aceptado como un argumento sólido en general.

## Vida
Su nombre aparece por primera vez en el saqueo de Armagh en 832, y según la única cita histórica sobre Turgesius que procede de los anales de Ulster, aquel que se hizo proclamar rey de la isla en el año 839 y dispuso sacrificios a Thor en Dublín, Armagh y Clonmacnoise, procedente de:
«El país sin Padre, sin Credo, sin Gaélico, con lenguas extrañas solamente.»
En 841 derrotó al abad de Armagh, aunque su poder fue breve ya que se anuncia su muerte en el año 845, presuntamente seducido por la hija del rey de Meath, Turgesius fue capturado por Máel Sechnaill mac Máele Ruanaid del Clann Cholmáin y ejecutado por ahogamiento en Lough Owel. Con alguna incerteza, los Anales de los cuatro maestros asocia a Turgesius con los ataques a Connacht, Mide y la iglesia de Clonmacnoise un año antes de la fecha de su muerte.
El historiador W.E.D. Allen especula en su libro que el árabe Yahya bn-Hakam el Bekri al Djayani, llamado al-Ghazal, fue un embajador asignado para este caudillo vikingo.

## Mito y leyenda
Durante el siglo XII, se compuso Cogad Gáedel re Gallaib (guerra de los irlandeses contra los extranjeros) para loar y magnificar logros de Brian Boru y Turgesius se convierte en figura relevante. Giraldus Cambrensis, quien tuvo acceso a una versión de este trabajo, incluye algunas citas similares en su Topographia Hibernica, pero estas citas no se consideran fidedignas.
Según Cogad Gaedel re Gaillaib, Turgesius estaba casado con Ottar u Ota (posiblemente derivado del nórdico antiguo Auðr u Odda o cualquier otro nombre que comience por Odd-), quien tomó posesión de la catedral de Clonmacnoise y ofrecía audiencias sentada en el altar. Supuestamente hace referencia a su papel místico como völva.
Su figura histórica se ha pretendido vincular con el hijo de Harald I de Noruega, Torgils Haraldsson, pero sin pruebas en firme que sea la misma persona además de cronológicamente imposible, ya que Harald nació hacia 851. También se le ha pretendido identificar como hijo de Godofredo I de Dinamarca. La identidad de Turgesius sigue siendo una incógnita.